# ۳۰ آوریل
۳۰ آوریل صد و بیستمین (در سال‌های کبیسه صد و بیست و یکمین) روز سال در گاه‌شماری میلادی است. ۲۴۵ روز تا پایان سال باقی‌است.

## رویدادها
- تصرف جبل‌طارق به دست اعراب مسلمان و در زمان حکومت امویان
- ۱۹۶۶ - تأسیس کلیسای شیطان توسط انتان لاوی

## زادروزها
- ۸۸۸ – ابوبکر احمد رازی، تاریخ‌نگار اندلسی.
- ۱۶۶۲ – ماری دوم، شهبانوی انگلستان، اسکاتلند و ایرلند.
- ۱۹۳۰ – وارن بافت، سرمایه‌گذار آمریکایی
- ۱۹۸۵ – گل گدوت، بازیگر و مدل اسرائیلی
- ۱۹۹۱ – آندرئا دال کول، دوچرخه‌سوار اهل ایتالیا

## درگذشت‌ها
- ۱۸۳۲ - ادوار مانه، نقاش فرانسوی
- ۱۸۹۴ - گوستاو کایبوت، نقاش دریافتگرای فرانسوی
- ۱۹۴۵ - آدولف هیتلر، پیشوای رایش سوم
- ۱۹۴۵ - اوا براون، همسر آدولف هیتلر
- ۲۰۲۰ - ریشی کاپور، بازیگر هندی

## مناسبت‌ها
روز جهانی موسیقی جاز